# Hebecliniinae
Hebecliniinae es una subtribu de plantas con flores perteneciente a la subfamilia Asteroideae dentro de la familia de las asteráceas.

## Taxonomía
Las plantas de esta subtribu tiene un hábito herbáceo erecto, o arbustos o pequeños árboles con ciclos de vida perenne. Las hojas normalmente a lo largo del vásstago son opuestas, a menudo  con largos pecíolos. Los bordes suelen ser grandes con bases cordadas o redondeadas. Las inflorescencias  sueltas o densamente corimbosas , o incluso panicoladas con cabezas de flores agrupadas. Las cabezas de las flores están formadas por una carcasa compuesta de diferentes escalas dispuestas de manera fuertemente sub- imbricadas dentro de la cual un receptáculo actúa como una base de flores tubulares. El receptáculo es ligeramente convexo a hemisférico y normalmente no tiene lana para proteger la base de las flores y está a menudo sin pelo. Las frutas son aquenios con vilano . Los aquenios son proporcionados de 5 esquinas. El carpóforo es en forma de anillo o en forma de espiral en la continuación de la costa del aquenio. El vilano está normalmente formado por cerdas capilares.

## Distribución y hábitat
Las especies de la subtribu se distribuyen en América Central y América del Sur. Los hábitat varía desde subtropical a tropical (Amazonía).

## Géneros
En la actualidad la subtribu Hebecliniinae incluye 7 géneros y 72 especies.
| Géneros                                            | N. especies                                            | Distribución                           |
| -------------------------------------------------- | ------------------------------------------------------ | -------------------------------------- |
| Amolinia R.M. King & H. Rob., 1972                 | 1 sp. (A. eydeana (B.L. Rob.) R.M. King & H. Rob.)     | Guatemala y México                     |
| Bartlettina R.M. King & H. Rob., 1971              | circa 37 spp.                                          | América central y Sud América tropical |
| Decachaeta DC., 1836                               | 7 spp.                                                 | América central                        |
| Erythradenia (B.L. Rob.) R.M. King & H. Rob., 1969 | 1 sp. (E. pyramidalis (B.L. Rob.) R.M. King & H. Rob.) | México                                 |
| Guayania R.M. King & H. Rob., 1971                 | 5 spp.                                                 | Brasil, Colombia, Guyana y Venezuela   |
| Hebeclinium DC., 1836                              | 20 spp.                                                | Neotrópicos                            |
| Matudina R.M. King & H. Rob., 1973                 | 1 sp. (M. corvi (Mc Vaugh) R.M. King & H. Rob.)        | México                                 |

## Algunas especies

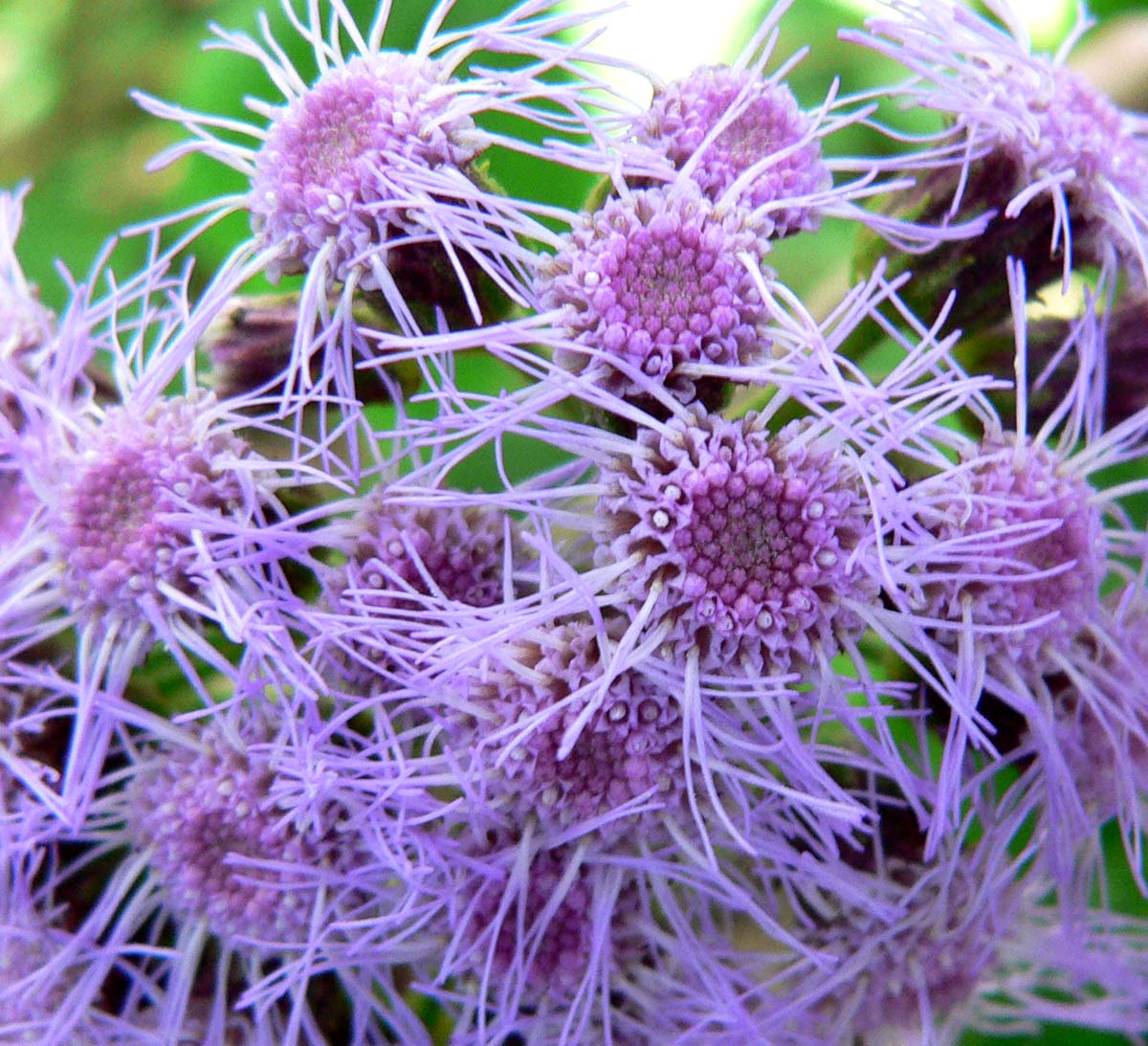
Bartlettina sordida
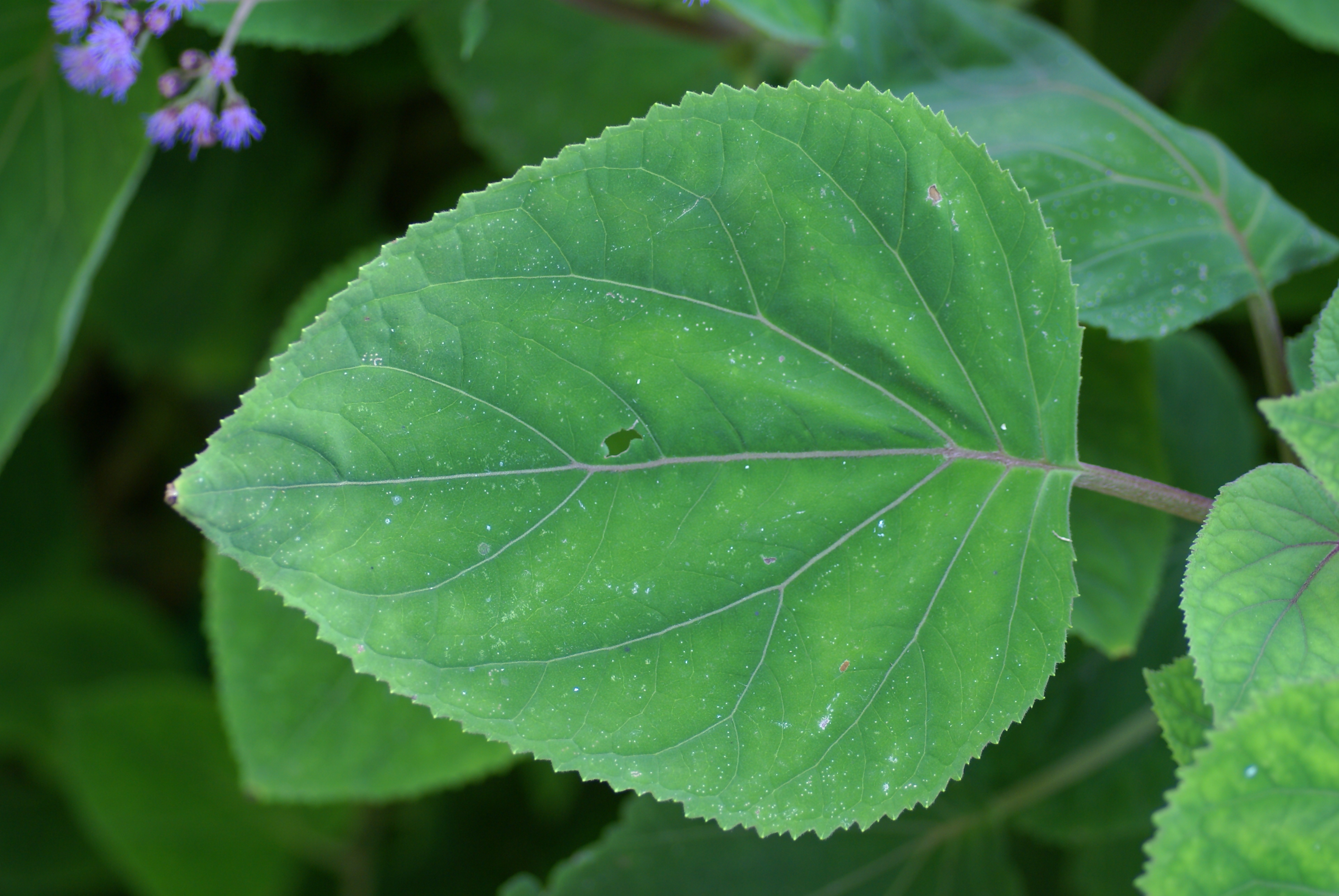
Bartlettina sordida (La foglia)